# Sant Pere i Sant Pau del Castell de Jóc
Sant Pere i Sant Pau del Castell de Jóc fou la capella del Castell de Jóc, de la comuna de Jóc, a la comarca del Conflent, de la Catalunya del Nord.

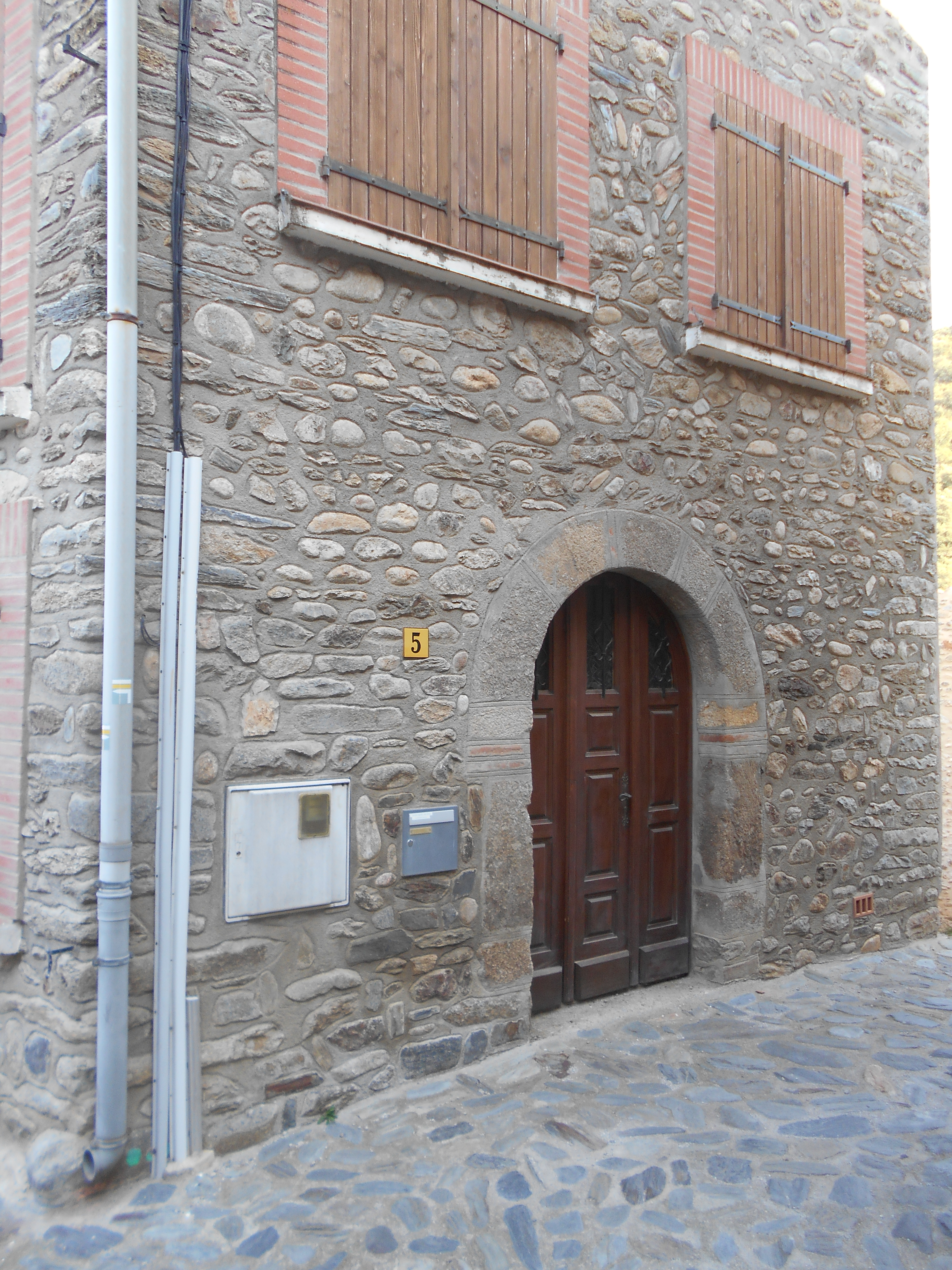
Façana occidental i porta de la capella de Sant Pere i Sant Pau

Estava situada en el recinte del Castell de Jóc, en el punt més elevat de la Força (nom que rep el recinte murallat de la cellera castral de la qual nasqué el poble). Actualment és una casa particular.
L'única notícia d'aquesta església és del testament de Ramon de Perellós, del 1384, on deixa un benefici establert en aquesta església.
Molt desfigurada en haver-se convertit en habitatge, les parets mestres nord, sud i oest són les originals, si bé molt afectades pel canvi de detí rebut. A la façana occidental es conserva la porta, de punt rodó, i a l'extrem oriental de la façana de migdia, totalment encalada, es conserven dos contraforts.